# Band of Defenders
Band of Defenders je počítačová hra od českého studia Alda Games. Jedná se o střílečku z pohledu první osoby s prvky tower defense strategie.

## Hratelnost
V každé úrovni musí hráč bránit své postavení proti vlnám nepřátel. Mezi jednotlivými vlnami může hráč budovat opevnění, které mu pomůže v obraně. Opevnění však stojí peníze, které hráč získává zabíjením nepřátel. Za peníze je možné si nakoupit kromě opevnění i lepší vybavení, především zbraně. V poslední vlně hráč čelí bossovi.
Hru je možné hrát i v kooperativním multiplayeru.